# Appleton (Wisconsin)
Appleton ist eine Stadt (mit dem Status „City“) und Verwaltungssitz des Outagamie County im US-amerikanischen Bundesstaat Wisconsin. Im Süden erstreckt sich das Stadtgebiet bis in das Calumet und das Winnebago County. Im Jahr 2010 hatte Appleton 72.623 Einwohner, deren Zahl sich bis 2020 auf 75.644 erhöhte.
Appleton ist neben Oshkosh eine der beiden Kernstädte der Fox Cities genannten Metropolregion.

## Geografie
Appleton liegt im Osten Wisconsins, beiderseits des Fox River, rund 50 km unterhalb von Green Bay. Dort mündet der Fluss in die Green Bay, einen Teil des Michigansees. Die geografischen Koordinaten von Appleton sind 44°15′44″ nördlicher Breite und 88°24′54″ westlicher Länge. Das Stadtgebiet erstreckt sich über eine Fläche von 55,3 km², die sich auf 54,1 km² Land- und 1,2 km² Wasserfläche verteilen.
Benachbarte Orte von Appleton sind Little Chute und Kimberly (an der östlichen Stadtgrenze), Harrison (an der südöstlichen Stadtgrenze), Menasha (an der südöstlichen Stadtgrenze), Greenville (12,4 km nordwestlich).
Die neben Green Bay nächstgelegenen größeren Städte sind Milwaukee (173 km südlich), Chicago (315 km in der gleichen Richtung), Wisconsins Hauptstadt Madison (171 km südwestlich), Eau Claire (294 km westlich), die Twin Cities in Minnesota (441 km in der gleichen Richtung) und Duluth am Oberen See in Minnesota (528 km nordwestlich).

## Wirtschaft
Die größten Arbeitgeber in Appleton waren 2017:
| Arbeitgeber                                  | Arbeitnehmer |
| -------------------------------------------- | ------------ |
| Affinity Health Sys./ St. Elizabeth Hospital | 5.228        |
| Thrivent Investment Management, Inc.         | 1.800        |
| Appleton Area School District                | 1.563        |
| Miller Electric Manufacturing                | 1.390        |
| Outagamie County                             | 1.250        |
| Appleton Medical Center                      | 1.184        |
| Appvion, Inc.                                | 1.000        |
| West Business Services                       | 1.000        |
| Gulfstream Aerospace Corp.                   | 1.000        |
| Valley Packaging Industries, Inc.            | 750          |

Weiter befindet sich in Appleton eine Papierfabrik von Neenah Paper.

## Verkehr
Der Fox River ist durch Stauwerke und Schleusen für Binnenschiffe befahrbar, die zwischen dem Hafen von Green Bay über den Fox–Wisconsin Waterway das Stromgebiet des Mississippi erreichen können.
Der vierspurig ausgebaute U.S. Highway 41 und der ebenfalls vierspurig ausgebaute Wisconsin State Highway 441 bildet eine ringförmige Umgehungsstraße um das Zentrum von Appleton. Im Süden wird das Stadtgebiet vom U.S. Highway 10 gestreift. Weiterhin treffen in der Stadt die Wisconsin State Highways 47, 96 und 125 zusammen. Alle weiteren Straßen sind untergeordnete Landstraßen, teils unbefestigte Fahrwege sowie innerstädtische Verbindungsstraßen.
In Appleton treffen mehrere Eisenbahnstrecken der heute zur Canadian National Railway gehörenden Wisconsin Central zusammen.
Mit dem Outagamie County Regional Airport befindet sich 9,1 km westlich der nach dem Passagieraufkommen viertgrößte Verkehrsflughafen Wisconsins. Die nächsten Großflughäfen sind der Milwaukee Mitchell International Airport in Milwaukee (183 km südlich), der O’Hare International Airport in Chicago (295 km in der gleichen Richtung) und der Minneapolis-Saint Paul International Airport (440 km westlich).

## Bevölkerung
Nach der Volkszählung im Jahr 2020 lebten in Appleton 75.644 Menschen in 29.244 Haushalten. Die Bevölkerungsdichte betrug 1398 Einwohner pro Quadratkilometer. In den 29.244 Haushalten lebten statistisch je 2,45 Personen.
Ethnisch betrachtet setzte sich die Bevölkerung zusammen aus 84,3 Prozent Weißen, 3,4 Prozent Afroamerikanern, 0,6 Prozent amerikanischen Ureinwohnern, 7,4 Prozent Asiaten sowie 4,3 Prozent aus anderen ethnischen Gruppen; 2,3 Prozent stammten von zwei oder mehr Ethnien ab. Unabhängig von der ethnischen Zugehörigkeit waren 6,1 Prozent der Bevölkerung spanischer oder lateinamerikanischer Abstammung.
24,4 Prozent der Bevölkerung waren unter 18 Jahre alt, 62,2 Prozent waren zwischen 18 und 64 und 13,4 Prozent waren 65 Jahre oder älter. 51,0 Prozent der Bevölkerung war weiblich.
Das mittlere jährliche Einkommen eines Haushalts lag bei 58.112 USD. Das Pro-Kopf-Einkommen betrug 31.313 USD. 10,8 Prozent der Einwohner lebten unterhalb der Armutsgrenze.

## Klimatabelle
|                       | Jan | Feb | Mär | Apr | Mai | Jun | Jul | Aug | Sep | Okt | Nov | Dez |   |      |
| Mittl. Tagesmax. (°C) | 0   | 1   | 7   | 15  | 21  | 27  | 30  | 29  | 23  | 17  | 9   | 2   | ⌀ | 15,2 |
| Mittl. Tagesmin. (°C) | −8  | −7  | −2  | 5   | 10  | 16  | 18  | 18  | 13  | 8   | 0   | −6  | ⌀ | 5,5  |
|                       |     |     |     |     |     |     |     |     |     |     |     |     |   |      |
| Sonnenstunden (h/d)   | 3   | 5   | 5   | 7   | 9   | 10  | 10  | 9   | 8   | 7   | 8   | 9   | ⌀ | 7,5  |
|                       |     |     |     |     |     |     |     |     |     |     |     |     |   |      |
| Regentage (d)         | 8   | 7   | 9   | 9   | 8   | 9   | 8   | 8   | 8   | 7   | 8   | 9   | Σ | 98   |
|                       |     |     |     |     |     |     |     |     |     |     |     |     |   |      |
| Wassertemperatur (°C) | 3   | 1   | 1   | 2   | 5   | 11  | 16  | 21  | 18  | 12  | 9   | 6   | ⌀ | 8,8  |
|                       |     |     |     |     |     |     |     |     |     |     |     |     |   |      |
| Luftfeuchtigkeit (%)  | 79  | 78  | 72  | 66  | 72  | 76  | 76  | 79  | 77  | 74  | 75  | 77  | ⌀ | 75,1 |

| −8 |

| −7 |

| −2 |

| 5 |

| 10 |

| 16 |

| 18 |

| 18 |

| 13 |

| 8 |

| 0 |

| −6 |

| −8 |

| −7 |

| −2 |

| 5 |

| 10 |

| 16 |

| 18 |

| 18 |

| 13 |

| 8 |

| 0 |

| −6 |

## Bekannte Bewohner

### Söhne und Töchter der Stadt
- John Benjamin Murphy (1857–1916), Chirurg
- Walter Havighurst (1901–1994), Schriftsteller und Historiker – geboren in Appleton
- Harold Vernon Froehlich (* 1932), Politiker (Republikanische Partei)
- James Zwerg (* 1939), ehemaliger US-amerikanischer Minister, der in den frühen 1960er Jahren an den Freedom Riders beteiligt war
- Jared Bark (* 1944), Performancekünstler
- Steve Kagen (* 1949), Politiker (Demokratische Partei)
- Terry Zwigoff (* 1949), Regisseur und Musiker – geboren und aufgewachsen in Appleton
- Greta Van Susteren (* 1954), Fernsehmoderatorin und Journalistin
- Willem Dafoe (* 1955), Schauspieler – geboren und aufgewachsen in Appleton
- John Doerfler (* 1964), römisch-katholischer Bischof von Marquette – geboren in Appleton
- Jeff Loomis (* 1971), Musiker, früherer Lead-Gitarrist der Thrash-Metal-Band Nevermore
- Ray Ostwald (* 1971), Dirigent, Komponist und Geiger – geboren und aufgewachsen in Appleton
- Cole Konrad (* 1984), ehemaliger Ringer und derzeitiger Mixed-Martial-Arts-Kämpfer
- Sarah Hagen (* 1989), Fußballspielerin
- Steven Krueger (* 1989), Schauspieler
- A. J. Klein (* 1991), American-Football-Spieler
- Paul Schommer (* 1992), Biathlet
- Charlie Figy (* 2002), Volleyballspieler
- Esmir Bajraktarević (* 2005), US-amerikanisch-bosnischer Fußballspieler

### Persönlichkeiten mit Bezug zur Stadt
- Robert J. Gamble (1851–1924), republikanischer Abgeordneter in beiden Häusern des US-Kongresses – studierte in Appleton
- Paul Alfred Biefeld (1867–1943), deutscher Astronom und Physiker – arbeitete mehrere Jahre als Konrektor der High School in Appleton
- Andrew C. Berry (1906–1998), Mathematiker – lehrte von 1941 bis 1974 am Lawrence College/University, in Appleton verstorben
- William Harrison Riker (1920–1993), Politikwissenschaftler – lehrte einige Jahre an der Universität in Appleton
- Dale Duesing (* 1947), Opernsänger und Regisseur – studierte in Appleton

## Bildung
- Lawrence University
- University of Wisconsin – Fox Valley
- Fox Valley Technical College[11]